# Nazeris elegans
Nazeris elegans  (лат.) — вид коротконадкрылых жуков рода Nazeris из подсемейства Paederinae (Staphylinidae). Гималаи.

## Распространение
Южная Азия, Гималаи: Непал (Zentral-Nepal; Dinguari Kola-Tal, oberh. Trisuli Basar).

## Описание
Мелкого размера коротконадкрылые жуки, в основном чёрного цвета (усики и ноги желтоватые). Длина тела от 6,8 до 7,3 мм. Усики прикрепляются у переднего края головы. Тарзальная формула (число члеников лапок): 5-5-5. Метакоксы задних ног узкие, треугольные.

## Систематика
Вид был впервые описан в 1975 году французским энтомологом и спелеологом Анри Койфэ (Henri Coiffait; 1907—1989), валидный статус таксона подтверждён в 2014 году в ходе ревизии немецким колеоптерологом Волкером Ассингом (Dr. Volker Assing, Ганновер, Германия).